# Numicius

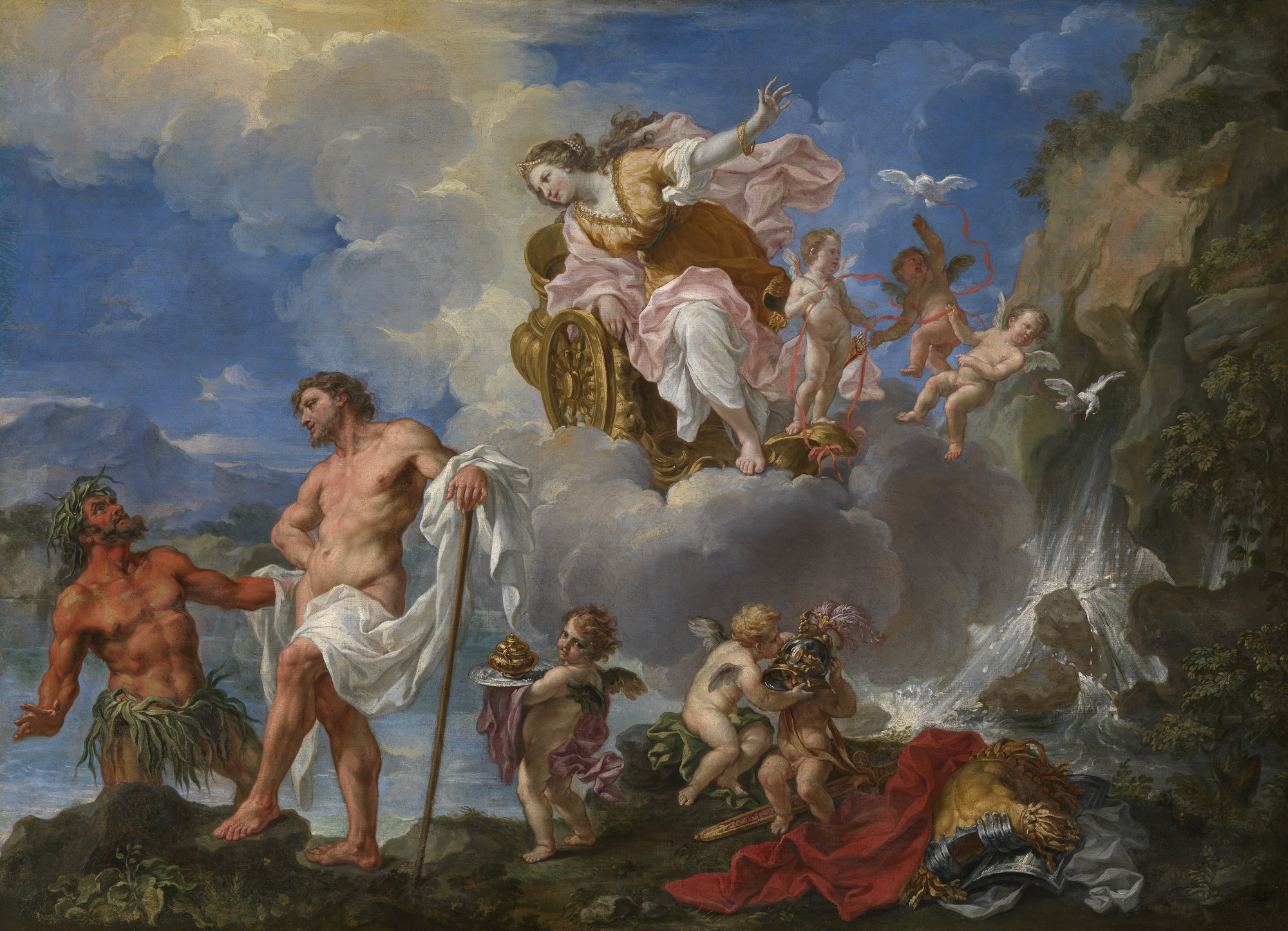
Ghezzi, Die Reinigung des Aeneas im Fluss Numicius

Der Numicius oder Numicus, altgriechisch: Νουμικίος, betone deutsch: Nu'mīcius, Nu'mīcus, war zur Zeit der Römer ein kleiner Fluss südlich von Rom, in der Nähe des antiken Laviniums, heute Pratica di Mare, und mündete zwischen Laurentum und Ardea in das Tyrrhenische Meer. Er ist in der heute stark zersiedelten Region nicht mehr lokalisierbar. Er besaß als Flussgott religiöse Bedeutung, da er im Aeneas-Mythos eine wichtige Rolle spielte, Aeneas kam im oder am Fluss ums Leben.

## Der Fluss
Es gibt zwei archäologische Versuche, den Numicius zu lokalisieren: Beide, Antonio Nibby mit dem Rio Torto und Ferdinando Castagnoli mit dem Fosso di Pratica, stützen sich auf antike Quellen.

### Rio Torto
Der Archäologe Antonio Nibby identifiziert ihn mit dem Rio Torto. Er beruft sich auf Ovid, Metamorphosen, Buch 14, Vers 598–599, Prosaübersetzung: ... die laurentische Küste, wo vom Schilfrohr verdeckt sich schlängelt zu den nahegelegenen Fluten (zum Meer) der Numicius mit (seinen) fließenden Wellen.
Das lateinische serpit (schlängelt sich) findet er im italienischen torto (gewunden) wieder, so dass er schließt: Dieser Bach, der in der Urgeschichte Latiums so berühmt ist, wird heute Rio Torto zwischen Lavinium und Ardea genannt ... weil er unter allen Flüssen dieser Gegend durch die Gewundenheit seines Verlaufs hervorsticht.
Der Rio Torto, heute eher ein Bach, von Pomezia herabkommend, teilweise kanalisiert, mündet auf dem Stadtgebiet Ardeas ins Meer.

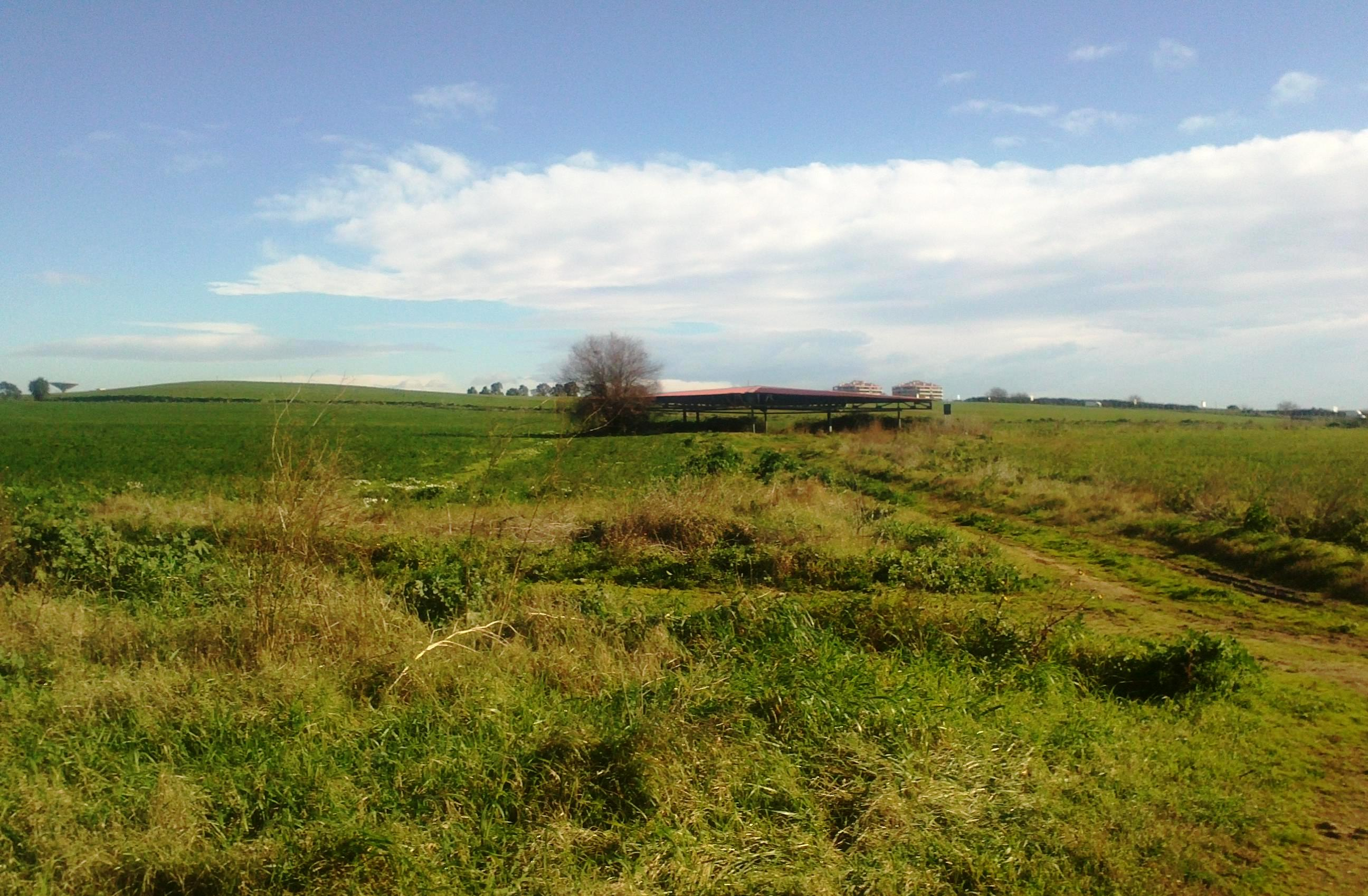
Das Heroon des Aeneas, überdacht

### Fosso di Pratica
Der Archäologe Ferdinando Castagnoli identifiziert ihn mit dem Fosso di Pratica, Graben von Pratica. Er beruft sich auf Dionysios von Halikarnassos, der das Heroon des Aeneas an seinem Ufer noch selbst gesehen haben will: Die Lateiner bauten ihm darauf ein Heroon mit der Aufschrift: Dem Vater und Gotte des Landes (Aeneas), der den Strom des Flusses Numicius regiert … Der Grabhügel ist nicht groß und mit Alleen von Bäumen umgeben, die einen sehr angenehmen Anblick machen.
Castagnoli hat den Grabhügel samt Heroon in den 1950er Jahren südlich von Pratica di Mare gefunden und ausgegraben und mit dem Fosso in Verbindung gebracht. Der Fosso verläuft 1,3 km in gerader Linie zwischen dem Meer und dem Militärflugplatz Pratica di Mare, sein Rest bis hinauf nach Pratica ist entweder verlandet oder umgelegt worden.

## Der Mythos
An seinem Ufer stand ein Heroon (siehe oben: Fossa di Pratica) für den Gott Indiges, also den einheimischen Gott, das heißt, für Aeneas, den Gründer Laviniums und Stammvater der Römer, der auch Pater Indiges, einheimischer Vater, oder Jupiter Indiges, einheimischer Juppiter genannt wurde.
Zum Ursprung dieses Heiligtums und zur Rolle des Flusses gibt es mehrere aitiologische Legenden: Am oder im Numicius starb Aeneas entweder den Heldentod, oder er verschwand einfach, oder er ertrank, auf alle Fälle erlebte er dort seine Apotheose. Die maßgebenden Quellen sind: Titus Livius, Ab urbe condita, Buch 1, Kapitel 2, Abschnitt 6; und wie im obigen geographischen Abschnitt: Dionysios von Halikarnassos, Römische Altertümer, Buch 1, Kapitel 64, Abschnitt 4; Ovid, Metamorphosen, Buch 14, Vers 584–604.
Vergil erzählt nichts über den Tod des Aeneas. In der Aeneis wird er bei geographischen Beschreibungen Latiums mehrmals aufgeführt, immer als ein fons (Quelle, Wasser, Gewässer), der stagna (Tümpel, Teiche, Sumpfgebiet) bildet, so zum Beispiel in Buch 7, Vers 150: ... haec fontis stagna Numici, diese Teiche der Numicusquelle.
Außerdem ertrank in ihm noch vor Aeneas’ Untergang die Schwester der Dido, Anna.

### Livius
Er sagt nichts über Aeneas’ Todesumstände, dafür über seine Ruhestätte am Fluss: Die Schlacht (gegen Turnus) ging für die Latiner (mit Aeneas verbündet) günstig aus, für Aeneas aber war sie (die Schlacht) das letzte Werk unter den Sterblichen. Er ist begraben – egal wie menschliches und göttliches Recht (es) verlangt, dass er genannt werde – über (am Ufer) dem Fluss Numicius; s i e (die Latiner) nennen ihn Jupiter Indiges (den einheimischen Jupiter).

### Dionysios von Halikarnassos
Der Historiker Dionys resümiert die aitiologischen Erklärungsversuche seiner Vorgänger: Des folgenden Tages (nach dem Kampf gegen Turnus) konnte man den Aeneas nirgends finden. Einige (Autoren) muthmaßten daher, er sey unter die Götter aufgenommen; andere (Autoren) aber, er sey in dem Flusse (Numicius), an welchem die Schlacht vorfiel, umgekommen.

### Ovid
Ovid erzählt nicht, wie Aeneas unterging, dafür ausführlich, wie er beerdigt wurde. Nachdem er im letzten Kampf Turnus getötet hatte, stellt Ovid lapidar fest, Prosaübersetzung: ... der kytherische (Kythira, Insel der Venus) Held (Aeneas, Sohn der Venus) war reif für den Himmel. Venus findet ihn auf dem Schlachtfeld anhand seiner Waffen und befiehlt dem personifizierten Fluss, also dem Flussgott, Aeneas aufzunehmen und zu reinigen (Lustration), Prosaübersetzung: Sie (Venus) befiehlt diesem (dem Numicius), alles (von Aeneas), was dem Tod gehört, abzuwaschen und im schweigenden Lauf (des Flusses) dem Meer zuzuführen. Der Hörnertragende (Flussgott) führt Venus' Befehle aus und alles, was an Aeneas sterblich gewesen war, reinigt und verteilt er in seinem Wasser …

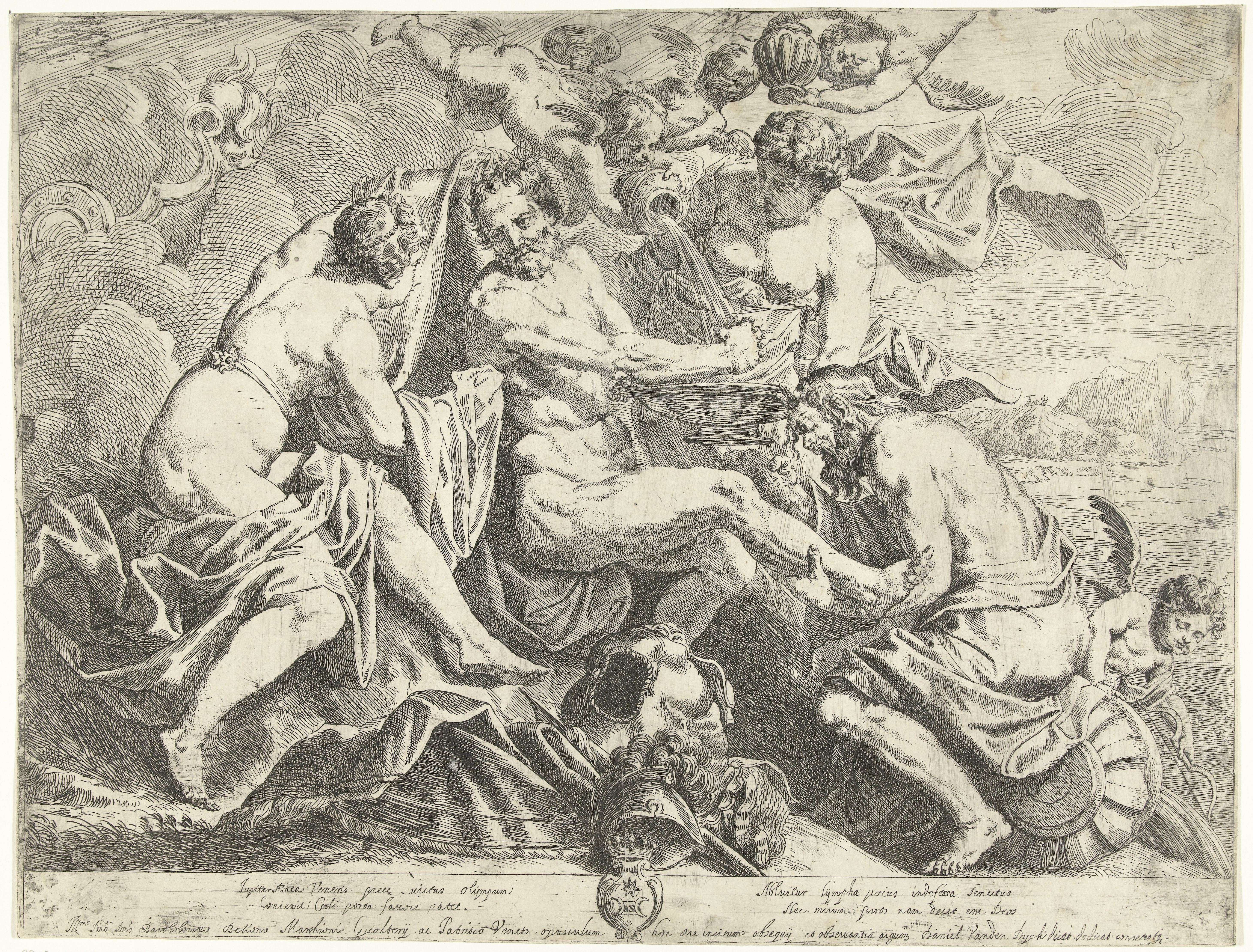
Dyck, Die Vergöttlichung des Aeneas

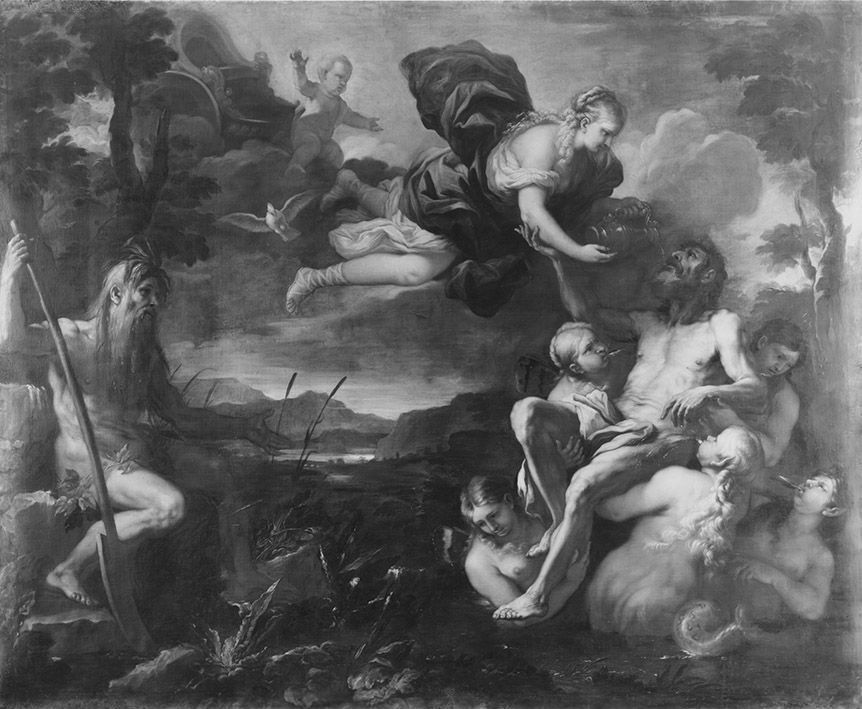
Giordano, Aeneas am Numicius

## Rezeption
- Daniel van den Dyck, 1614–1663, Druck: Die Vergöttlichung des Aeneas, Numicius (rechts) sitzt auf Muschelschale und wäscht Aeneas (Mitte), eine Nymphe (oben) und Putten helfen ihm; Venus (links, erkennbar an Gürtel und Kopfschmuck) trocknet ihn ab, Cupido (rechts unten), der Begleiter der Venus, mit Pfeil und Bogen.
- Pier Leone Ghezzi, Gemälde, 1725: Die Reinigung des Aeneas im Fluss Numicius; siehe oben Artikelanfang; in der Mitte oben: Venus erteilt den Befehl zur Reinigung; links: Numicius, erkennbar an seiner Krone und dem Lendenschurz, geflochten aus Schilfblättern; rechts neben ihm Aeneas, der seine Waffen und seine Rüstung abgelegt hat, sie liegen rechts unten; Aeneas ist bereit, in den Fluss zu steigen, der im Hintergrund aufgewühlt dahinströmt.
- Luca Giordano, Gemälde, 17. Jahrhundert: Aeneas am Numicius; Venus, Flussgott, Aeneas von Nymphen gestützt.
- Name für einen Schmetterling: Papilio numicus, vergeben 1856 vom Schmetterlingskundler Carl Heinrich Hopffer (1892–1916), siehe Bild.

### Sekundärliteratur
- Ferdinando Castagnoli: Lavinium (Pratica di Mare) Latium, Italy, Artikel in The Princeton encyclopedia of classical sites, herausgegeben von Richard Stillwell, Princeton University Press, 1976, mit umfangreicher Bibliographie, erreichbar auf Perseus
- Antonio Nibby, William Gell: Analisi storico-topografico-antiquaria della carta de’ dintorni di Roma, Historisch-topographisch-antiquarische Analyse der Karte der Umgebung von Rom, Band 2, Rom 1837, Seite 415–420, Stichwort: Numicus, Rio Torto, mit den klassischen Quellen, italienisch
- Wilhelm Heinrich Roscher (Herausgeber): Ausführliches Lexikon der griechischen und römischen Mythologie, Band 3, Teubner, Leipzig 1897–1902, Stichwort: Numicus, Spalte 474–478, umfangreiche Angaben zu den antiken Quellen
- William Smith: Dictionary of Greek and Roman Geography, 1854, Stichwort Numi'cius auf Perseus
- Georg Wissowa: Indiges. In: Paulys Realencyclopädie der classischen Altertumswissenschaft (RE). Band IX,2, Stuttgart 1916, Sp. 1332–1334.